# Zootopia (Original Motion Picture Soundtrack)
Zootopia (Original Motion Picture Soundtrack) —en españolː Zootopia (Banda sonora original) es la banda sonora de la película Zootopia, compuesta por el compositor ganador del Óscar, Michael Giacchino y cuenta con la colaboración de la artista colombiana ganadora del Grammy, Shakira en la canción Try Everything. Fue publicada en iTunes el 12 de febrero de 2016 y en CD a partir del 4 de marzo de 2016.

## Música
La banda sonora está compuesta por Michael Giacchino. Es su primer proyecto para un largometraje de animación de Walt Disney Animation Studios, anteriormente compuso para el corto de Goofy, How to Hook Up Your Home Theater y Prep & Landing, y en el corto The Ballad of Nessie.
Adicionalmente en su papel de Gazelle, la cantante Shakira contribuyó con una canción original llamada «Try Everything» compuesta Sia y Stargate.
La banda sonora de la película fue grabada con una orquesta de 80 piezas en noviembre de 2015 con la realización de Tim Simonec.

## Lista de canciones
| Zootopia (Original Motion Picture Soundtrack) |                                         |                   |          |  |
| N.º                                           | Título                                  | Intérprete(s)     | Duración |  |
| 1.                                            | «Try Everything»                        | Shakira           | 3:16     |  |
| 2.                                            | «Stage Fright»                          | Michael Giacchino | 0:39     |  |
| 3.                                            | «Grey's uh-Mad at Me»                   | Michael Giacchino | 1:44     |  |
| 4.                                            | «Ticket to Write»                       | Michael Giacchino | 1:07     |  |
| 5.                                            | «Foxy Fakeout»                          | Michael Giacchino | 2:08     |  |
| 6.                                            | «Jumbo Pop Hustle»                      | Michael Giacchino | 1:50     |  |
| 7.                                            | «Walk and Stalk»                        | Michael Giacchino | 1:29     |  |
| 8.                                            | «Not a Real Cop»                        | Michael Giacchino | 1:34     |  |
| 9.                                            | «Hopps Goes (After) The Weasel»         | Michael Giacchino | 2:19     |  |
| 10.                                           | «The Naturalist»                        | Michael Giacchino | 3:09     |  |
| 11.                                           | «Work Slowly and Carry a Big Shtick»    | Michael Giacchino | 0:44     |  |
| 12.                                           | «Mr. Big»                               | Michael Giacchino | 2:47     |  |
| 13.                                           | «Case of the Manchas»                   | Michael Giacchino | 4:00     |  |
| 14.                                           | «The Nick of Time»                      | Michael Giacchino | 5:02     |  |
| 15.                                           | «World's Worst Animal Shelter»          | Michael Giacchino | 4:24     |  |
| 16.                                           | «Some of My Best Friends Are Predators» | Michael Giacchino | 3:47     |  |
| 17.                                           | «A Bunny Can Go Savage»                 | Michael Giacchino | 1:45     |  |
| 18.                                           | «Weasel Shakedown»                      | Michael Giacchino | 2:04     |  |
| 19.                                           | «Ramifications»                         | Michael Giacchino | 3:58     |  |
| 20.                                           | «Ewe Fell for It»                       | Michael Giacchino | 6:37     |  |
| 21.                                           | «Three-Toe Bandito»                     | Michael Giacchino | 0:43     |  |
| 22.                                           | «Suite from Zootopia»                   | Michael Giacchino | 7:28     |  |
| 52ː56                                         |                                         |                   |          |  |